# Don't Go Yet
"Don't Go Yet" é uma canção gravada pela cantora cubana-mexicana Camila Cabello para seu terceiro álbum de estúdio Familia. A canção foi escrita por Camila Cabello, E. Frederic, Mike Sabath e Scott Harris, e produzida por Mike Sabath e Ricky Reed. Foi lançada através da Epic e Columbia Records em 23 de julho de 2021, como primeiro single do álbum. A canção foi enviada para rádios mainstream e rhythmic dos Estados Unidos em 27 de julho de 2021.

## Antecedentes
Cabello especulou a canção pela primeira vez em 14 de julho, usando sua conta no Instagram, compartilhando um close-up de seu rosto junto com a legenda, "listos?" que traduz de espanhol para português como "Pronto?". Em 16 de julho de 2021, Camila anunciou através de suas redes sociais que "Don’t Go Yet" seria lançada em 23 de julho. Ao lado do anúncio, ela também revelou a capa da canção. A cantora é vista usando um brinco grande e uma roupa preta combinada com longas luvas pretas. Na semana seguinte, Cabello continuou divulgando teasers do videoclipe de "Don’t Go Yet".

## Composição
"Don't Go Yet" foi escrita por Camila Cabello, Scott Harris, Mike Sabath e E. Frederic, e produzida pelos dois últimos. A canção foi descrita como pop latino, pop e uma canção de amor tropical com uma mistura de letras em espanhol. A produção de influência latina consiste em instrumentos de cordas, maracas, tambores, trompetes e "batidas de palmas sobrepostas como" batidas. Abrindo com uma guitarra flamenca "urgente" e "áspera" e improvisos "deliciosos" de Camila, a canção mergulha em batidas rápidas e fortes. Evitando sintetizadores e vocoders, a voz de Camila é "comovente" sobre instrumentos reais, de maracas texturizadas a cornetas altíssimas.
A faixa também conta com percussão ao vivo do baterista cubano Pedrito Martinez. A canção é sobre a cantora estar junto com alguém e nunca querer ficar longe dele. Em termos de notação musical, a canção é composta no tom de Dó menor, com um andamento de 110 batidas por minuto, e dura dois minutos e 44 segundos. Christine Hahn, da Los Angeles Times, observou que "os arranjos, especialmente no coro" lembram as grandes orquestras cubanas dos anos 50, nas quais uma explosão de metais marcou o início do coro e uma percussão complexa "deixou claro que as canções eram tropicais".

## Vídeo musical
O vídeo musical de "Don't Go Yet", dirigido por Philippa Price e Pilar Zeta, estreou em 23 de julho de 2021. Antes da estreia do vídeo, a cantora compartilhou fotos em suas redes sociais. Dois dias antes do lançamento da canção, a introdução do clipe foi compartilhada nas redes sociais de Cabello que, segundo ela, trazia "alguns easter egg".

### Sinopse

Uma cena do videoclipe de "Don't Go Yet", onde Cabello está sentada em uma mesa durante uma festa de família.

## Apresentações ao vivo
Em 23 de julho de 2021, Cabello cantou "Don't Go Yet" pela primeira vez no The Tonight Show Starring Jimmy Fallon. Para a apresentação, Cabello foi acompanhada no palco por um grupo de dançarinos, vestidos com roupas dos anos 80. A performance recebeu críticas de pessoas ofendidas por ela se apresentar com um dançarino branco cuja pele parecia muito mais escura em sua maquiagem de palco. Em resposta às críticas, Cabello disse que a intenção era que o dançarino se parecesse com um personagem com um bronzeado artificial. No mesmo dia, ela cantou a canção em um bar em Nova Iorque.

## Desempenho nas tabelas musicais

### Posições
| Tabela musical (2021)                        | Melhor posição |
| -------------------------------------------- | -------------- |
| Alemanha (Offizielle Deutsche Charts)        | 70             |
| Austrália (ARIA)                             | 43             |
| Áustria (Ö3 Austria Top 75)                  | 55             |
| Bélgica (Ultratop 50 de Flandres)            | 16             |
| Canadá (Canadian Hot 100)                    | 25             |
| Canadá (Billboard CHR/Top 40)                | 27             |
| Canadá (Billboard Hot AC)                    | 39             |
| República Checa (Singles Digitál Top 100)    | 47             |
| Dinamarca (Hitlisten)                        | 35             |
| El Salvador (Monitor Latino)                 | 19             |
| Eslováquia (Singles Digitál Top 100)         | 28             |
| Espanha (PROMUSICAE)                         | 64             |
| Estados Unidos (Billboard Hot 100)           | 42             |
| Estados Unidos (Billboard Adult Top 40)      | 28             |
| Estados Unidos (Billboard Mainstream Top 40) | 19             |
| Estados Unidos (Billboard Rhythmic)          | 39             |
| França (SNEP)                                | 141            |
| Mundo (Billboard Global 200)                 | 28             |
| Hungria (Single Top 40)                      | 18             |
| Irlanda (IRMA)                               | 28             |
| Japão (Billboard Japan Hot Overseas)         | 5              |
| Lituânia (AGATA)                             | 39             |
| Noruega (VG-lista)                           | 21             |
| Nova Zelândia (Hot Singles)                  | 3              |
| Países Baixos (Dutch Top 40)                 | 17             |
| Países Baixos (Single Top 100)               | 34             |
| Panamá (PRODUCE)                             | 28             |
| Polónia (Polish Airplay Top 100)             | 39             |
| Portugal (AFP)                               | 61             |
| Reino Unido (UK Singles Chart)               | 37             |
| Suécia (Sverigetopplistan)                   | 41             |
| Suíça (Schweizer Hitparade)                  | 45             |

## Histórico de lançamento
| Região         | Data                | Formato(s)                 | Gravadora | Ref.   |
| -------------- | ------------------- | -------------------------- | --------- | ------ |
| Várias         | 23 de julho de 2021 | Download digital streaming | Epic      | [ 47 ] |
| Estados Unidos | 27 de julho de 2021 | Rádios mainstream          | Epic      | [ 48 ] |
| Estados Unidos | 27 de julho de 2021 | Rádios rhythmic            | Epic      | [ 49 ] |
| Austrália      | 30 de julho de 2021 | Rádios mainstream          | Sony      | [ 50 ] |
| Itália         | 30 de julho de 2021 | Rádios mainstream          | Sony      | [ 51 ] |
| Rússia         | 30 de julho de 2021 | Rádios mainstream          | Sony      | [ 52 ] |